# Ланевичі
Ланевичі (біл. Ланявічы) — село в складі Гродненського району Гродненської області, Білорусь. Село підпорядковане Індурській сільській раді, розташоване у західній частині області.